# Euxinopetalum dobatorum
Euxinopetalum dobatorum är en mångfotingart som beskrevs av Hoffman 1972. Euxinopetalum dobatorum ingår i släktet Euxinopetalum och familjen Schizopetalidae. Inga underarter finns listade i Catalogue of Life.